# Carlos Larrabure y Correa
Carlos Eugenio Larrabure y Correa (Lima, 8 de julio de 1876 - Lima, 29 de septiembre de 1943) fue un erudito, jurista y diplomático peruano. Fue un dedicado investigador de la geografía e historia de la región amazónica.

## Biografía
Hijo de Eugenio Larrabure y Unanue y María Rosa Correa Veyán. Fue bautizado en la Iglesia de San Marcelo.
En 1894 ingresó a la Universidad de San Marcos, luego de concluir sus estudios secundarios. En 1899 se graduó de bachiller en Jurisprudencia, y en 1900 de bachiller y doctor en Ciencias Políticas y Administrativas. Se recibió de abogado.
En 1902 ingresó como miembro en la Sociedad Geográfica de Lima. En 1903 fue nombrado jefe del Archivo de Límites en el Ministerio de Relaciones Exteriores, cargo que ejerció hasta 1907. En este año ingresó como miembro al Instituto Histórico del Perú, entidad en donde su padre ejercía la presidencia.
Fue secretario de la Junta de Vial Fluviales y director general de Fomento (1907-1909). Luego fue enviado extraordinario en Austria; miembro consultor del ministerio de Relaciones Exteriores para la controversia limítrofe con Colombia; profesor de Economía Política y Legislación Rural en la Escuela Nacional de Agricultura; presidente de la Beneficencia de Lima; y miembro de la Real Academia de la Historia.
Falleció el 29 de septiembre de 1943 a los 67 años en Lima.

## Publicaciones
Se mencionan las principales:
- 1900: Colonización de la costa peruana por medio de la inmigración europea. (Lima, Librería Escolar e Imprenta de E. Moreno).
- 1905: Colección de Leyes, decretos, resoluciones y otros documentos oficiales referentes al departamento de Loreto (Lima, Imprenta de La Opinión Nacional, 7 tomos.)
- 1907:  Noticia histórico-geográfica de algunos ríos de nuestro oriente (Lima, Of. Tip. de La Opinión Nacional).
- 1907-1908: Memoria presentada al ministro de Fomento en su condición de director general de Fomento (en dos volúmenes).
- 1913: Perú y Colombia en el Putumayo (Barcelona, Imprenta viuda de L. Tasso).
- 1933: Despojo inferido a la hacienda Unanue en la acequia de la Mojú del Valle de Cañete (Callao, Imprenta Americana).